# Rebecca Ferratti
Rebecca Michelle Ferratti (* 27. November 1964 in Helena, Montana) ist eine US-amerikanische Schauspielerin, ehemaliges Fotomodell und Playmate.

## Leben
Ferratti begann ihre Karriere als Fotomodell und war Playmate des Monates im Juni 1986. Im gleichen Jahr erhielt sie ihre erste kleine Filmrolle in ¡Drei Amigos!. 1987 war sie an der Seite von Jack Palance und Oliver Reed im auf dem Roman von John Norman basierenden Fantasy-B-Movie Gor in der weiblichen Hauptrolle der Talena zu sehen; im darauf folgenden Jahr erschien die Fortsetzung Der Geächtete von Gor. Außer kleinen Nebenrollen in den Blockbustern Beverly Hills Cop II und Ace Ventura – Ein tierischer Detektiv war Ferratti ausschließlich in kleineren oder Direct-to-Video-Produktionen zu sehen, so zum Beispiel neben Shannon Tweed und Sam J. Jones in Hard Vice und an der Seite von Anna Nicole Smith in To the Limit – Zur richtigen Zeit am richtigen Ort.
Ferratti ist in zweiter Ehe verheiratet und hat keine Kinder.

## Filmografie (Auswahl)
- 1986: ¡Drei Amigos! (¡Three Amigos!)
- 1987: Gor
- 1987: Beverly Hills Cop II
- 1988: Der Geächtete von Gor (Outlaw of Gor)
- 1988: Commando Silent Assassins (Silent Assassins)
- 1988: Blutiges Ferienkamp (Cheerleader Camp)
- 1994: Cyborg 3 (Cyborg 3: The Recycler)
- 1994: Ace Ventura – Ein tierischer Detektiv (Ace Ventura: Pet Detective)
- 1994: Hard Vice
- 1995: Ein Lockvogel für den Mörder (Indecent Behavior III)
- 1995: To the Limit – Zur richtigen Zeit am richtigen Ort (To the Limit)
- 1995: Nosferatu – Vampirische Leidenschaft (Embrace of the Vampire)
- 1998: The Misadventures of James Spawn
- 2002: Power Elite – Im Fadenkreuz des Terrors (Power Elite)
- 2004: SWAT: Warhead One